# نملاوية ضيقة الأوراق
نملاوية ضيقة الأوراق (الاسم العلمي:Myrmecodia angustifolia) هي نوع من النباتات يتبع جنس النملاوية من الفصيلة الفوية.